# Contracte de treball
Un contracte de treball és un tipus de contracte concretat normalment en un document acordat i signat per l'empresa i el treballador, en què s'estableixen les condicions de treball.
Un contracte de treball és el vincle que s'estableix entre una persona física o jurídica que actua com a empresari i una persona física, que actua com a treballador, pel qual es comprometen a intercanviar una prestació econòmica a canvi d'una prestació professional, iniciant una relació laboral.
Per a tenir validesa, el contracte ha de ser signat per persones amb plena capacitat jurídica, a més, el contracte ha de complir amb tres requisits bàsics, tenir un objecte, que sigui possible, lícit i determinat, una causa i consentiment.